# Wamalasee
Der Wamalasee oder Lake Wamala ist ein See in den Distrikten Kasanda, Mityana und Gomba in Uganda.

## Beschreibung
Der See unterliegt sehr starken niederschlagsbedingten Schwankungen. 1990 hatte er eine Fläche von 164 km². Im Jahr 2000 war sie mit 87 km² nur etwa halb so groß. 2008 hatte sie wieder deutlich zugenommen. Neben mehreren kleinen Zuflüssen ist der Mpamujugu der größte, der im Schnitt 97 Millionen m³/Jahr zu dem Volumen des Sees beisteuert. Sein Abfluss, der Kibimba, ist zumeist trocken.

## Wirtschaft
Stark vertretene Fischarten sind Oreochromis niloticus, Clarias gariepinus und Protopterus aethiopicus. Die Fischproduktion des Sees brach auf Grund von Überfischung von jährlich 4000–6000 Tonnen in den 1960er Jahren bei einem Spitzenergebnis von 7100 Tonnen 1967 in den 1970er Jahren zusammen und lag in den 1990er Jahren bei um die 500 Tonnen.